# Trhomné
Trhomné je malá vesnice, část obce Krsy v okrese Plzeň-sever v Plzeňském kraji. Nachází se asi 3,5 kilometru severovýchodně od Krsů. Prochází zde silnice I/20. V roce 2011 zde trvale žilo patnáct obyvatel.
Trhomné je také název katastrálního území o rozloze 10,31 km². V katastrálním území Trhomné leží i Skelná Huť.

## Historie
První písemná zmínka o vesnici pochází z roku 1183.

## Obyvatelstvo
Při sčítání lidu v roce 1921 zde žilo 183 obyvatel (z toho 84 mužů) německé národnosti a římskokatolického vyznání. Podle sčítání lidu z roku 1930 měla vesnice 191 obyvatel s nezměněnou národnostní a náboženskou strukturou.
| Rok            | 1869 | 1880 | 1890 | 1900 | 1910 | 1921 | 1930 | 1950 | 1961 | 1970 | 1980 | 1991 | 2001 | 2011 | 2021 |
| -------------- | ---- | ---- | ---- | ---- | ---- | ---- | ---- | ---- | ---- | ---- | ---- | ---- | ---- | ---- | ---- |
| Počet obyvatel | 290  | 267  | 274  | 263  | 236  | 205  | 211  | 72   | 34   | 58   | 31   | 25   | 14   | 15   | 17   |
| Počet domů     | 41   | 43   | 42   | 45   | 39   | 43   | 44   | 32   | 32   | 15   | 12   | 10   | 14   | 16   | 18   |

## Obecní správa
Při sčítání lidu v letech 1869–1959 Trhomné bylo samostatnou obcí, se kterým patřilo nejprve do okresu Teplá, ale v letech 1900–1930 v okrese Planá a v roce 1950 v okrese Plasy. Od 1. ledna 1960 je částí obce Krsy v okrese Plzeň-sever. V letech 1869–1959 k obci patřila Skelná Huť.

## Pamětihodnosti
- Kaple